# Ludwig Göransson
Ludwig Göransson (Linköping, 1 de setembre de 1984) és un compositor, arranjador, músic i productor musical suec. El seu treball en bandes sonores inclou Fruitvale Station, Creed i la seva continuació Creed II, Venom i Black Panther, per la qual va rebre un Premi Grammy per millor banda sonora, un Premi Oscar en la mateixa categoria i una nominació als Globus d'Or. És reconegut a més pel seu treball en les bandes sonores de les sèries Community, Happy Endings i New Girl.
Com a productor, ha treballat freqüentment amb Childish Gambino, produint els seus àlbums d'estudi Camp, Because the Internet i Awaken, My Love!. Va produir el senzill de Gambino "This Is America" obtenint aclamació de la crítica i una gran varietat de guardons. Per la cançó va obtenir dos premis Grammy al millor enregistrament i a la millor cançó de l'any, respectivament. En general, el seu treball amb Gambino li ha valgut obtenir sis nominacions als Grammy.

## Filmografia com a compositor

### Cinema
| Any  | Títol                                     | Director                | Notes                                          |
| ---- | ----------------------------------------- | ----------------------- | ---------------------------------------------- |
| 2008 | Marley & Em                               | David Frankel           |                                                |
| 2009 | Year One                                  | Harold Ramis            |                                                |
| 2009 | Jennifer's Bodi                           | Karyn Kusama            |                                                |
| 2011 | 30 Minutes or Less                        | Ruben Fleischer         |                                                |
| 2013 | Fruitvale Station                         | Ryan Coogler            |                                                |
| 2013 | We're the Millers                         | Rawson Marshall Thurber | Banda sonora composta amb Theodore Shapiro     |
| 2014 | Stretch                                   | Joe Carnahan            |                                                |
| 2014 | The Town That Dreaded Sundown             | Alfonso Gomez-Rejon     |                                                |
| 2014 | A Merry Friggin' Christmas                | Tristram Shapeero       |                                                |
| 2014 | Top Five                                  | Chris Rock              |                                                |
| 2015 | Creed                                     | Ryan Coogler            |                                                |
| 2016 | Lincoln Loud: Volume 1                    | Cameron Crowe           |                                                |
| 2016 | Central Intelligence                      | Rawson Marshall Thurber |                                                |
| 2016 | True Memoirs of an International Assassin | Jeff Wadlow             |                                                |
| 2016 | Inner Workings                            | Leo Matsuda             |                                                |
| 2017 | Everything, Everything                    | Stella Meghie           |                                                |
| 2017 | Hasan Minhaj: Homecoming King             | Christopher Storer      |                                                |
| 2018 | Black Panther                             | Ryan Coogler            |                                                |
| 2018 | Death Wish                                | Eli Roth                |                                                |
| 2018 | Lincoln Loud: Volume 2                    | Cameron Crowe           |                                                |
| 2018 | Slice                                     | Austin Vesely           | Banda sonora composta amb Nathan Matthew David |
| 2018 | Venom                                     | Ruben Fleischer         |                                                |
| 2018 | Creed II                                  | Steven Caple Jr.        |                                                |

### Televisió
| Any     | Títol                         | Notes      |
| ------- | ----------------------------- | ---------- |
| 2009–15 | Community                     | Compositor |
| 2011–13 | Happy Endings                 | Compositor |
| 2011–18 | New Girl                      | Compositor |
| 2012–16 | Lincoln Loud: The 1000 Times  | Compositor |
| 2014–15 | Satisfaction                  | Compositor |
| 2016–18 | Angie Tribeca                 | Compositor |
| 2018    | Patriot Act with Hasan Minhaj | Compositor |
| 2019    | The Mandalorian               | Compositor |